# Dixeia cebron
Dixeia cebron is een vlindersoort uit de familie van de Pieridae (witjes), onderfamilie Pierinae.
Dixeia cebron werd in 1871 beschreven door Ward.